# Kuzari

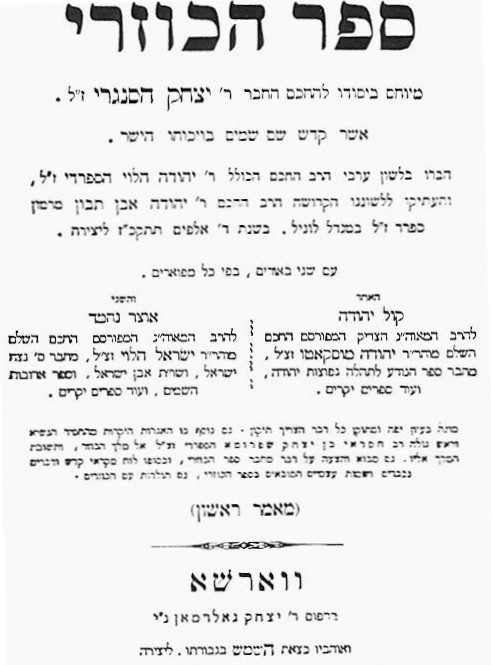
Okładka warszawskiego wydania księgi z roku 1880.

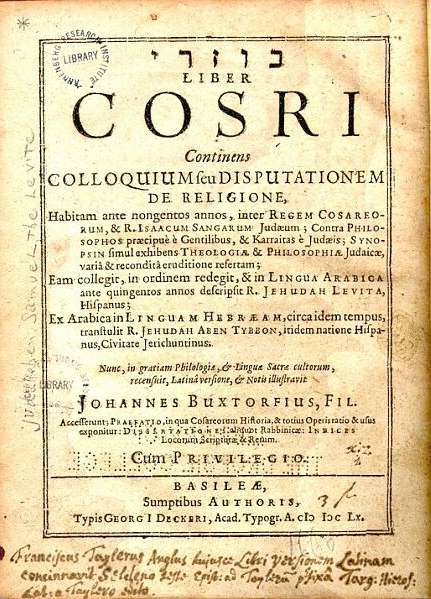
Okładka łacińskiego wydania księgi z 1660 roku.

Kuzari, dzieło filozoficzne legendarnego rabina, poety i filozofa Judy Halewiego (1085–1138).
Napisany po arabsku pod tytułem Kitab alhuyya wa-l-dalil fi nusr al-din al-dalil (Księga argumentów na korzyść pogardzanej religii. Książka opisuje zagadnienia postawione przez autora: „Przegląd argumentów, które znalazłem przeciwko filozofom, muzułmanom, chrześcijanom i karaitom”). W czasach, kiedy judaizm hiszpański był zagrożony przez wpływy poważanych szkół filozoficznych, Jehuda Halewi postanowił przypomnieć jego szczególny charakter, czyli triumf objawienia nad rozumem. Dzieło później przetłumaczył z arabskiego na francuski wielki rabin Charles Touati. Po długich latach badań tłumaczenie to zostało wydane w roku 1994 przez wydawnictwo Peeters, a potem Verdier.
Księga podzielona jest na pięć rozpraw („ma’amarim”), i ma formę dialogu pomiędzy pogańskim królem Chazarów i Żydem, którego król prosi o wyłożenie fundamentów jego religii. Można tutaj doszukać się wpływu myśliciela perskiego Abu Chamida Al-Ghazali, który w swojej Tahafut Al-Falasifa (niekoherencja Filozofów) dochodzi do podobnych wniosków.
Pomimo tego, że rzeczona księga nie stanowi wiarygodnego źródła historycznego do nawrócenia Chazarów na judaizm, niektórzy erudyci tacy jak D.M. Dunlop uważają, że Jehuda Halewi mógł mieć dostęp do wcześniejszych dokumentów chazarskich, z których swobodnie czerpał. Z pewnością wiemy, że znał on korespondencję pomiędzy Józefem, królem Chazarów i Chaszdajem ibn Szaprutem, hiszpańskim wygnańcem.
Ponadto, Abraham ibn Dawd Halewi, współczesny Jehudy Halewiego pisał o Chazarach studiujących rabinizm w akademiach Toledo w XII wieku.
Jego dzieło było badane i tłumaczone przez licznych badaczy w wielu językach. Samuel ibn Tibbon przetłumaczył ją na hebrajski pod obecnym tytułem (Kuzari, „Chazarowie”).